# Хорст Кьолер
Хорст Кьолер (на немски: Horst Köhler) е германски политик, бивш президент на Федерална република Германия от 1 юли 2004 до 31 май 2010 г. и бивш директор на Международния валутен фонд.

## Произход
Хорст Кьолер е роден през 1943 г. в днешния полски град Скербешов (тогава Хайденщайн), в семейство на бесарабски германци, като седмо от общо осем деца. Неговите родители, Едуард и Елизабет Кьолер, са живели до 1940 г. в Северна Бесарабия.